# Catatonia (síndrome)

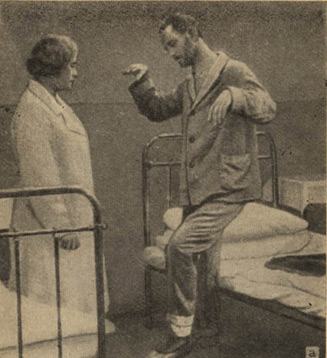
Podemos observar en la imagen un ejemplo de dicho síndrome ya que presentan dificultad motora.

La catatonia es un síndrome neuropsiquiátrico que se caracteriza por anormalidades motoras asociadas con alteraciones en la consciencia, el afecto y el pensamiento.
Los pacientes catatónicos pueden estar años en esa situación y no hay edad mínima para que empiece a manifestarse, por ejemplo, puede aparecer desde un niño de 6 años hasta en un adulto de más de 30 años. Normalmente, este padecimiento surge por una encefalitis letárgica.

## Historia
Karl Kahlbaum, director de una clínica psiquiátrica privada en la pequeña ciudad de Görlitz (Alemania), acuñó el término katatonia en 1874 para un conjunto de síntomas bien reconocidos por los psiquiatras, aunque poco delimitados hasta entonces. La descripción de Kahlbaum para este síndrome en su monografía "Katatonia" en 1873, incluía una documentación cuidadosa sobre su fenomenología, sus manifestaciones motoras incluidos el mutismo, negativismo, estereotipias, catalepsia y verbigeración y alteraciones psiquiátricas, y consideró que los signos neuromotores de esta entidad clínica eran más importantes que el contenido de los delirios. 
Inicialmente, Kahlbaum describió la catatonia como una enfermedad comparable a la parálisis general progresiva, después llamada "neurosífilis". A pesar de la familiaridad de los psiquiatras de aquellos tiempos con los síntomas descritos por Kahlbaum, su concepto de katatonia provocó opiniones divididas: un grupo que proponía a este conjunto de signos como una enfermedad por sí misma y un grupo que la consideraba una complicación de diferentes enfermedades psiquiátricas (sin implicar alguna en particular), pero no una enfermedad distinta.
En los años subsiguientes al desarrollo del término, la catatonia fue reconocida en pacientes con esquizofrenia, manía, depresión y en una forma cíclica en el curso de una enfermedad con un estado inicial de melancolía.
Tiempo después, Emil Kraepelin consideró que la catatonia era, junto con la hebefrenia y la demencia paranoide, una presentación primaria de la demencia precoz. Aunque inicialmente no rechazaba las observaciones de Kahlbaum, reconocía la necesidad de una mayor investigación sobre la catatonia y la hebefrenia, pues estos trastornos parecían inclinarse a un "proceso de degeneración mental", y reconocía la ocurrencia de "fenómenos catatónicos mórbidos" en diferentes trastornos psiquiátricos.
La influencia de Kraepelin se manifestó por la popularidad de sus libros, el primero de ellos aparecido en 1883, en el cual no mencionaba la catatonia. En la quinta edición de su libro en 1896, Kraepelin describía la catatonia como uno de los "trastornos metabólicos que conducen a la demencia", considerando la mayoría de los casos como ejemplos de una enfermedad distintiva.  ‘‘I nonetheless see myself obliged, by extensive experience, to view the great majority of these cases as examples of a distinctive form of illness [catatonia].’’  Para la sexta edición de su libro en 1899, la catatonia se había convertido en una categoría de demencia precoz, aunque no hay información suficiente que dé soporte al motivo de esta nueva opinión. En este momento, para Kraepelin, y desde entonces para el resto del mundo, la catatonia se convirtió en parte de lo que Eugen Bleuler llamaba en 1908 "esquizofrenia".
En 1948 la sexta edición del International Classification of Diseases (ICD) reconoció un "tipo catatónico" dentro de los "trastornos esquizofrénicos". Muchos años más tarde a las observaciones de Bleuler, en 1952, la primera clasificación del DSM reconoció la catatonia como una "reacción esquizofrénica, tipo catatónica". En los años 1968 y 1980 las ediciones del ICD y DSM, respectivamente, reconocieron finalmente la catatonia como un tipo de esquizofrenia.  
En el transcurso de las diferentes ediciones de las clasificaciones diagnósticas, diversas publicaciones reportaron catatonia incluso con mayor prevalencia en pacientes maníaco-depresivos que en pacientes con esquizofrenia. Se realizaron además observaciones sobre la disminución de la incidencia del trastorno en las ciudades industrializadas y posteriormente al desarrollo de antibióticos. 
En 1980 se describió una respuesta de catatonia letal inducida por neurolépticos (el síndrome neuroléptico maligno). Simultáneamente se describió además la presentación de catatonia en niños y adolescentes con autismo, retraso mental y pacientes con epilepsia, status no convulsivo, fiebre de origen desconocido y síndromes paraneoplásicos. Dichos reportes fueron ignorados por un tiempo considerable, persistiendo con la caracterización de catatonia exclusiva de pacientes esquizofrénicos. 
Las clasificaciones diagnósticas antiguas (el ICD-10 y DSM-IV-TR) aún consideran la catatonia como un subtipo de esquizofrenia; sin embargo, también se ha reconocido como un trastorno secundario a causa médica y se acepta como un término descriptivo para la caracterización de síndromes maníacos y depresivos mayores.  
Es hasta la aparición del DSM-V que la catatonia tiene una clasificación especial como síndrome neuropsiquiátrico y además continúa como codificador en trastornos psicóticos y afectivos mayores (manía y depresión).

## Diagnóstico
A pesar de la historia clásica sobre los signos catatónicos, hay una gran confusión respecto a las definiciones de los signos  descritos en las diferentes escalas clínicas: Rogers Scale (1991), The Bush-Francis Catatonia Rating Scale (1996), The Northoff Catatonia Scale (1999), The Braunig Catatonia Rating Scale (2000), Fink and Taylor Criteria (2003). Las descripciones muchas veces son confusas,  incluyen signos que con frecuencia son difíciles de diferenciar: manierismos contra estereotipias, catalepsia contra flexibilidad cérea, mitgehen contra mitmachen, entre otros. La mayoría de los textos norteamericanos de psiquiatría no definen adecuadamente estos términos.  
La Bush-Francis Catatonia Rating Scale (BFCRS) es la escala más comúnmente usada en la práctica clínica y las publicaciones sobre catatonia y fue el primer instrumento construido para la estandarización sistemática y la valoración cuantificable de los signos catatónicos. La BFCRS consiste en 23 ítems que se seleccionaron tras una revisión de la literatura clásica y contemporánea sobre este síndrome. Sus puntajes predicen con una alta probabilidad la respuesta al tratamiento con lorazepam, por lo que muchos autores la consideran el estándar de oro comparado con otras escalas.
Signos de catatonia
- Almohada psicológica
- Ambitendencia
- Anomalías de la voluntad
- Aversión
- Bloqueo
- Catalepsia
- Combatividad
- Ecolalia
- Ecopraxia
- Estereotipias
- Estupor
- Excitación
- Flexibilidad cérea
- Gegenhalten (paratonía)
- Lenguaje no fluente
- Impulsividad
- Inmovilidad
- Manierismos
- Mirada fija
- Mitgehen
- Mitmachen
- Muecas
- Mutismo
- Negativismo
- Obediencia automática
- Palilalia
- Perseveración
- Posturas persistentes
- Reflejo de prensión forzada
- Retiro (negativa a comer / beber)
- Rigidez
- Verbigeración
- Verborrea

## Tipos de catatonia
Taylor y Fink (2003), consideran que la catatonia debería ser clasificada como un síndrome independiente con los siguientes tres subtipos: No-maligna, delirante y maligna.    
- El tipo no maligno se refiere a las características clásicas descritas por primera vez por Kahlbaum.
- El tipo delirante incluye un cuadro maniatiforme.
- El tipo maligno incluye a la catatonia letal (maligna), al síndrome neuroléptico maligno y al síndrome serotoninérgico.[7]

Van Den Eede y Sabbe (2004) propusieron una clasificación alterna. Dividieron la catatonia en dos amplios grupos: la no maligna y la maligna, cada una dividida en un síndrome "retardada", estuporosa e hipocinética y una variante excitada, delirante e hipercinética.    
- La forma retardada por lo general se caracteriza por estupor, mutismo, negativismo, mirada fija, rigidez y catalepsia.
- La catatonia excitada presenta las características típicas de la catatonia, con la adición de la agitación, impulsividad y combatividad.

Con frecuencia resulta muy difícil distinguir la catatonia excitada de los episodios maníacos psicóticos ya que ambas se presentan con un inicio agudo de síntomas compatibles con manía, tales como la excitación, grandiosidad, labilidad, delirios y el insomnio, además de un estado mental alterado y delirante.    
En su clasificación, la catatonia clásica es un ejemplo de catatonia no maligna retardada, la catatonia maniatiforme como una variante no maligna excitada, y el síndrome neuroléptico maligno y la catatonia letal como variantes malignas hipo e hipercinética, respectivamente.   
Una clasificación adicional, usada por la escuela de psiquiatría de Wernicke – Kleist – Leonhard, identifica dos principales tipos de catatonia: las sistemáticas y las periódicas, con diferencias sintomáticas y pronosticas. Las catatonias sistemáticas parecen menos determinadas genéticamente, tienen mayor prevalencia, una edad de aparición menor en varones (Stober et al, 1998) y es asociada con infecciones del segundo trimestre de la gestación (Stober 2001). La catatonia periódica no tiene diferencias entre la edad de inicio o prevalencia por sexo. De acuerdo con Stober y col 2002, es el primer subtipo de esquizofrenia con un ligamiento genético confirmado, y el sitio de susceptibilidad parece ser el cromosoma 15q15.

## Fisiopatología
La fisiopatología de la catatonia sigue siendo poco conocida; al tratarse de un síndrome, es probable que represente un grupo heterogéneo de etiologías.
Perkins sugirió que la catatonía podría ser una respuesta excesiva al miedo en personas que están bajo severo estrés emocional y físico, en los que se produce una respuesta de regresión primitiva. Moskowitz sugirió que la catatonia podría entenderse como una respuesta de miedo primitivo, similar a la estrategia de defensa de los animales que presentan inmovilidad tónica cuando se enfrentan a un peligro inminente.  
Como las benzodiazepinas siguen siendo uno de los tratamientos más eficaces para esta enfermedad, el sistema GABAérgico ha sido implicado en su fisiopatología. El lorazepam conduce a la potenciación de la inhibición mediada por los receptores GABA-A y una alteración en la densidad de los receptores GABA-A en áreas motoras corticales pudieran resultar en la catatonia acinética. Northoff et al. valoraron 10 pacientes con catatonia acinética, realizando una imagen con SPECT cerebral 2 horas después de la inyección de iomazenil (una benzodiazepina) y comparó los resultados con individuos sanos. El resultado sugiere una disminución en la densidad de los receptores de GABA-A en la corteza motora primaria. La eficacia de zolpidem, un agonista selectivo de GABA-A  en el diagnóstico y tratamiento de la catatonia, da mayor credibilidad a la participación de sistema GABAérgico en su fisiopatología.
El sistema dopaminérgico también se ha implicado en la fisiopatología de la catatonia. Northoff et al. sugieren que las vías glutamatérgicas prefrontales y límbicas al área motora suplementaria y la corteza motora podrían ser hipofuncionales en pacientes catatónicos, y que la disminución secundaria de la liberación de GABA en las interneuronas frontales  daría lugar a su vez a una menor inhibición de glutamato, lo que resultaría en hiperfunción glutamatérgica frontoestriatal.

## Tratamiento

### Benzodiazepinas
Uno de los más importantes fenómenos clínicos observados en psiquiatría es la respuesta de la catatonia al tratamiento con benzodiazepinas. Las benzodiazepinas pueden resolver el síndrome agudo en más del 80 % de los pacientes tratados. Lee reportó una remisión de 72 % en seis días en pacientes catatónicos tratados con benzodiazepinas. Rosebush reportó que el 93 % de los episodios de catatonia mostraban una respuesta clínica significativa al lorazepam y el 80 % respondía completa y dramáticamente (3-38). En otro estudio, el 89 % de los pacientes mostraron mejoría importante durante las siguientes 48 horas tras un ensayo con benzodiazepinas.
La respuesta se define como la resolución completa de los signos catatónicos, con énfasis en las características más notables como la flexibilidad cérea, comenzar a hablar, a comer, a moverse y cooperar con la valoración. Típicamente los pacientes responden incluso en las primeras horas de una dosis oral y en los minutos subsiguientes a la administración parenteral de benzodiazepinas.  
Muchos pacientes responden incluso a dosis bajas de lorazepam (2 a 4 mg. por día), pero con frecuencia se requieren dosis altas, sobre un equivalente a 16 mg. de lorazepam al día e incluso más, administrando dosis de 1 a 2 mg. cada 3 horas hasta obtener una respuesta clínica (3-36). Existen incluso reportes de tratamiento con dosis sobre 60 mg. al día de lorazepam y destaca el hecho de que las elevadas dosis de lorazepam no interfieren con la calidad de la TEC, lo que pone de manifiesto un déficit bioquímico subyacente en la función de GABA.
A pesar de que existe una gran cantidad de información disponible sobre el tratamiento de la catatonia aguda, existe una mínima sobre el tratamiento de la catatonia crónica. Hay cierta evidencia que sugiere que los síntomas catatónicos crónicos no muestran respuesta favorable a las benzodiazepinas. Ungavari informó que los pacientes esquizofrénicos clásicos que desarrollaron catatonia gradualmente, tuvieron una respuesta mínima o nula al tratamiento con benzodiazepinas, en contraste con la respuesta dramática observada en otras etiologías. 
Algunos estudios reportan que hasta el 80 % de las personas con trastornos afectivos tienen una resolución rápida y amplia de los signos catatónicos, tal como el 70 % de los pacientes con trastorno esquizoafectivo, en comparación con los pacientes con esquizofrenia, cuya respuesta es menor (40 a 50 %). De acuerdo con Rosebush y Mazurek, los pacientes con esquizofrenia subyacente son menos propensos a responder a las benzodiazepinas, respuesta que se asocia a la cronicidad del síndrome catatónico. Estos hallazgos sugieren que los síndromes catatónicos agudos y crónicos podrían requerir diferentes enfoques de tratamiento. 
También se ha observado que la variedad hipercinética excitada y la catatonia maligna tienden a responder menos favorablemente a las benzodiazepinas. Estudios recientes sugieren que existe una fuerte correlación entre la catatonia, los niveles bajos de hierro sérico y la respuesta deficiente a las benzodiazepinas.

### Terapia electroconvulsiva
La terapia electroconvulsiva (TEC) suele ser un tratamiento de elección para los pacientes que no presentan mejoría al tratamiento con benzodiazepinas. Algunos estudios recomiendan el inicio de TEC en pacientes que no responden tras 48 a 72 horas de tratamiento con lorazepam. Wells reportó que 27 (81.8%) de 33 pacientes con esquizofrenia catatónica tuvieron respuesta "buena" o "adecuada" al tratamiento con TEC y solo 6 (18%) tuvieron una respuesta "mínima" o "ausente". Rohland et al reportaron la resolución de 83.5% de los síntomas en 28 pacientes catatónicos que recibieron TEC. El uso de lorazepam y TEC parece ser la combinación de tratamiento con mayor respuesta. Petrides et al sugieren que el uso concomitante de TEC y lorazepam puede tener un efecto sinérgico en el tratamiento, debido al incremento pos-TEC en los sitios de receptor GABA y sus concentraciones en ganglios basales así como las acciones complementarias entre dopamina y GABA en los ganglios de la base. Benegal (1993) reportó una buena respuesta a TEC en su muestra de 65 pacientes con catatonia, incluidos 30 con presentación idiopática. La TEC de emergencia, es también considerada el tratamiento de elección para la catatonia maligna.

### Antipsicóticos
Si la mayoría de los pacientes catatónicos presentan síntomas psicóticos y si la catatonia en pacientes con esquizofrenia no responde tan favorablemente a las benzodiacepinas, otra vía es trabajar con antipsicóticos. Desde que la catatonia se consideró un subtipo de esquizofrenia, los antipsicóticos se han usado para tratar esta condición. Muchos autores, sin embargo, consideran este tratamiento poco seguro, por el incremento en el riesgo de inducir catatonia maligna o síndrome neuroléptico maligno (SNM), particularmente con los antipsicóticos que presentan una alta afinidad al receptor de dopamina D2 (neurolépticos). White y Robbins describieron 5 pacientes con catatonia agitada que desarrollaron síndrome neuroléptico maligno posterior al tratamiento con antipsicóticos. Lee confirmó estos hallazgos, proponiendo que los niveles de hierro bajo pudieran ser un marcador de riesgo de desarrollo de SNM en pacientes expuestos a antipsicóticos. En un estudio de 180 episodios de catatonia, 82 pacientes recibieron anatipsicóticos en algún momento mientras se encontraban catatatónicos: 3 casos (3.6 %), desarrollaron síndrome neuroléptico maligno; esta proporción es significativamente mayor que la ocurrencia estimada asociada al uso de antipsicóticos en pacientes no catatónicos (0.7-1.8%).    
El uso de antidepresivos serotoninérgicos en pacientes catatónicos puede incrementar el riesgo del desarrollo de un síndrome serotoninérgico (SS) que puede presentarse como una forma maligna de catatonia y al igual que el síndrome neuroléptico maligno posee una elevada mortalidad. En general, cuando se ha hecho el diagnóstico de catatonia, el uso de antipsicóticos y/o antidepresivos (agonistas 5HT) deben generalmente evitarse.
A pesar de estas observaciones, los antipsicóticos se han usado como alternativa en catatonias que no responden a lorazepam y TEC. Particularmente, el uso de antipsicóticos de segunda generación pudieran jugar un rol en el tratamiento de la catatonia no maligna.